# SNFU
A SNFU kanadai hardcore punk/skate punk együttes volt. 1981-ben alakultak Edmontonban. 1992-ben áttették a székhelyüket Vancouverbe. 2018 óta szünetelnek. Nyolc nagylemezt, két koncertalbumot és egy válogatáslemezt adtak ki. A kanadai zenét értékelő oldalakon feltűntek az albumaik.
Ken Chinn alapította a zenekart. Első nagylemezük befolyásosnak számít underground körökben.
1989-ben feloszlottak, belső ellentétek miatt.
1991-ben újból összeálltak, új felállással. Szerződést kötöttek az Epitaph Records kiadóval, és több lemezt is kiadtak a kilencvenes években. Népszerűvé váltak, így lemezeladás terén is sikeresek voltak. Olyan nevekkel koncerteztek már, mint a Green Day és a Bad Religion, ennek ellenére kereskedelmi sikereket nem értek el.
1997-ben lejárt a szerződésük az Epitaph-fal, Brent Belke és Dave Rees pedig egy évvel később kiszálltak a zenekarból. 2001-ben Rob Johnson is kiszállt, így az együttes két éves szünetet tartott. 2004-ben kiadtak egy új albumot, majd 2005-ben feloszlottak.
Chinn és Ken Fleming 2007-ben újból összehozták a zenekart. 2013-ban kiadtak egy új albumot. 2018-ban újból szünetet tartottak, Chinn pedi 2020. július 16.-án elhunyt. Az együttesben ő volt az egyetlen eredeti tag.
Ken Chinn a hetvenes években találkozott Brent és Marc Belkével Edmontonban. Elhatározták, hogy megalapítják saját együttesüket, ami a Live Sex Shows nevet kapta. A zenekarban Ed Dobek dobos és Phil Larson basszusgitáros is szerepelt. Az együttes pár koncert után feloszlott.
Chinn és a Belke testvérek megalapították a Society's No Fucking Use-t, amelyet Society's NFU-ra rövidítettek. Pár tagcsere után felvették a SNFU nevet.
Az együttes történetéről 2012-ben könyv is készült.

## Tagok
- Ken Chinn (Mr. Chi Pig) – ének (1981–1989, 1991–2005, 2007–2018; 2020-ban elhunyt)
- Marc Belke (Muc) – gitár, vokál (1981–1989, 1991–2005)
- Brent Belke (Bunt) – gitár, vokál (1981–1989, 1991–1998)
- Evan C. Jones (Tadpole) – dob (1981–1985)
- Warren Bidlock – basszusgitár (1981–1982)
- Jimmy Schmitz ('Roid) – bass (1982–1985)
- Dave Bacon – basszusgitár, vokál (1985–1987, 2014–2018)
- Jon Card – dob (1985–1986, 1991–1992, 2010–2013)
- Ted Simm – dob, vokál (1986–1989)
- Curtis Creager (Curt) – basszusgitár (1987–1989, 1991–1992)
- Ken Fleming (Goony) – basszusgitár (1992); gitár, vokál (2007–2013)
- Dave Rees – dob (1992–1998)
- Rob Johnson (Starbuck) – basszusgitár, vokál (1992–2001)
- Sean Stubbs – dob (1998–1999)
- Chris Thompson (Corporal Ninny) – dob (1999–2001)
- Matt Warhurst – basszusgitár, vokál (2001, 2003–2005)
- Shane Smith – dob (2003–2005, 2008–2010)
- Chad Mareels – dob, vokál (2007–2008)
- Bryan McCallum – basszusgitár, vokál (2007–2008)
- Denis Nowoselski – basszusgitár, vokál (2008–2012)
- Sean Colig – gitár, vokál (2010–2013)
- Kerry Cyr – basszusgitár (2012–2013)
- Randy Steffes – gitár (2014–2018)
- Kurt Robertson (Dirty Kurt) – gitár, vokál (2014–2018)
- Adrian White – dob, vokál (2014)
- Jamie Oliver – dob, vokál (2014–2016)
- Batikão Est – dob, vokál (2016–2018)

Vendég zenészek
- Scott Juskiw – basszusgitár (a stúdióban, 1982)
- Trevor MacGregor – dob (a stúdióban, 2000, 2003)
- Junior Kittlitz – dob (koncerteken, 2013)
- Txutxo Krueger – dob (koncerteken, 2014)

## Diszkográfia
Stúdióalbumok
- ...And No One Else Wanted to Play (1985)
- If You Swear, You'll Catch No Fish (1986)
- Better Than a Stick in the Eye (1988)
- Something Green and Leafy This Way Comes (1993)
- The One Voted Most Likely to Succeed (1995)
- FYULABA (1996)
- In the Meantime and In Between Time (2004)
- Never Trouble Trouble Until Trouble Troubles You (2013)

Koncertalbumok
- Let's Get It Right the First Time (1998)
- ...And Yet, Another Pair of Lost Suspenders (2019)

Válogatáslemezek
- The Last of the Big Time Suspenders (1992)

Kislemezek, EP-k
- She's Not on the Menu 7" EP (1986)
- "Beautiful, Unlike You and I" 7" (1993)
- The Ping Pong EP (2000)
- "I Wanna Be an East Indian" (digitális kislemez, 2014)
- "A Happy Number" 7" (2017)

Közreműködések
- It Came From Inner Space LP (1983)
- Something to Believe In LP (1984)
- It Came From the Pit LP (1986)
- Thrasher Skate Rock 5: Born to Skate cassette (1987)
- Johnny Hanson Presents: Puck Rock Vol. 1 CD (1993)
- Punk-O-Rama Vol. 2 CD (1996)
- We Are Not Devo CD (1998)
- Shot Spots: A Punk Rock Tribute to Trooper CD (2002)

Kalóz koncertfelvételek
- Live '86 7" (1987)
- Real Men Don't Watch Quincy 7" (1990)
- Via Plastic Surgery (1998)